# Chapelle Saint-Laurent de Vantaa
La chapelle Saint-Laurent (finnois : Pyhän Laurin kappeli, suédois : S:t Lars kapell) est une chapelle funéraire de la paroisse rurale d'Helsinki à Vantaa en Finlande.

## Présentation
La chapelle funéraire est bâtie a proximité de l'Église Saint-Laurent de Vantaa dans le quartier de la paroisse rurale d'Helsinki.
La chapelle du cimetière est conçue par Ville Hara et Anu Puustinen après un concours d'architecture lancé en 2003 et sa construction s'achève durant l'été 2010.
Il s'agit d'un bâtiment en acier et en béton, doté d'un clocher, d'un toit en tôle de cuivre et d'un sol en ardoise.
La chapelle a deux salles, la plus grande peut recevoir environ 100 personnes et la petite environ 25 personnes.
Les architectes ont également conçu le mobilier et les textiles.